# Bernard Gilbert
Bernard Gilbert, né en 1958, est un écrivain québécois.

## Biographie
Bernard Gilbert vit à Sherbrooke en Estrie et Sainte-Pétronille à l'île d'Orléans.
Il étudie d'abord au Cégep en administration et sciences humaines avant de s'intéresser à la littérature. En 1980, il obtient un baccalauréat en Études françaises de l'Université Laval.
Bernard Gilbert est d'abord disquaire (1977), puis libraire pendant six ans. En plus de collaborer à la radio de Radio-Canada ainsi qu'à CKRL MF dont il assure la direction de 1985 à 1987, il est directeur du Théâtre Périscope (1989). Il fonde ensuite le Carrefour international de théâtre de Québec,,.
En tant que consultant pigiste, il collabore à la programmation de plusieurs événements, dont le Printemps du Québec en France (1999), le centenaire de l’Orchestre symphonique de Québec (2003), la Feria internacional del libro de Guadalajara au Mexique (2003) ainsi que le 400e anniversaire de Québec (2004-2006).
Il assure ensuite la direction de production des opéras d’Ex Machina mis en scène par Robert Lepage, de 2004 à 2013, puis la direction de la Maison de la littérature ainsi que du Festival Québec en toutes lettres de 2013 à 2017,. Jusqu'en 2021, il est le premier directeur général et de la programmation du Diamant, lieu de diffusion et de création en arts scéniques, un projet initié par le metteur en scène Robert Lepage. En 2024, il devient directeur général du Salon du livre de l'Estrie. 
Œuvrant depuis plus de 40 ans dans le domaine des arts et de la culture, il touche à plusieurs genres littéraires (poésie, fiction, essai, théâtre). Comme romancier, il fait paraître quatre romans, soit CQFD (VLB Éditeur, 1994), Quand la mort s'invite à la première (Québec Amérique, 2010), Pygmalion tatoué (Druide, 2016) ainsi que Les singes bariolés ou Le déclin de l'espèce humaine (Québec Amérique, 2021),. En poésie, il publie deux titres, soit Journal d'un autre (Nouvelle Barre du Jour, 1986) et Opéra (Éditions du Noroît, 1994),.
À cela s'ajoutent deux ouvrages, publiés avec le photographe Claudel Huot, qui portent sur la ville de Québec. Gilbert fait également paraître un essai documentaire qui s'intitule Le Ring de Robert Lepage : une aventure scénique au Metropolitan Opera (L'Instant même, 2013) ainsi que Ex Machina : chantiers d'écriture scénique en collaboration avec Patrick Caux (L'Instant même, 2007),,.
Finaliste au Prix littéraire Desjardins (1995), au Prix de Développement culturel du Conseil de la culture de la région de Québec et de Chaudière-Appalaches (1998), au Prix des abonnées de la bibliothèque de Québec (2008), Bernard Gilbert est aussi finaliste au Prix Arthur Ellis (2011) ainsi qu'au Prix Opus (2016).
Il est récipiendaire du Prix François-Samson de développement culturel (2016). Il est également Chevalier des arts et des lettres de la République française (2019).

## Œuvres

### Poésie
- Journal d'un autre, Outremont, Nouvelle Barre du Jour, 1986, 30 p. (ISBN 289314067X)
- Opéra, avec des photographies de Lucie Lefebvre, Montréal, Éditions du Noroît, 1994, 80 p. (ISBN 2-89018-293-2)

### Théâtre
- Ex Machina : chantiers d'écriture scénique, en collaboration avec Patrick Caux, Sillery, Septentrion, Québec, L'Instant même, 2007, 83 p. (ISBN 978-2-89448-528-6)

### Récits
- Québec, une ville, avec des photographies de Claudel Huot, Sillery, Éditions de l'Empreinte, 1984, 123 p. (ISBN 2920618008)
- Québec, une ville, avec des photographies de Claudel Huot, Québec, Éditions de l'Empreinte, 1994, 59 p. (ISBN 2-920618-04-0)

### Romans
- CQFD, Montréal, VLB Éditeur, 1994, 260 p. (ISBN 2-89005-574-4)
- Quand la mort s'invite à la première, Montréal, Québec Amérique, 2010, 333 p. (ISBN 978-2-7644-0748-6)
- Pygmalion tatoué, Montréal, Druide, 2016, 273 p. (ISBN 9782897112745)
- Les singes bariolés ou Le déclin de l'espèce humaine, Montréal, Québec Amérique, 2021, 425 p. (ISBN 9782764443132 et 2764443137)

### Essai
- Le Ring de Robert Lepage : une aventure scénique au Metropolitan Opera, Québec, L'Instant même, 2013, 281 p. (ISBN 9782895023425)

## Prix et honneurs
- 1995 - Finaliste : Prix littéraire Desjardins (pour Opéra)[1]
- 1998 - Finaliste : Prix de Développement culturel du Conseil de la culture de la région de Québec et de Chaudière-Appalaches[1]
- 2008 - Finaliste : Prix des abonnées de la bibliothèque de Québec (pour Ex Machina, Chantiers d'écriture scénique, écrit avec Patrick Caux)[1]
- 2011- Finaliste : Prix Arthur Ellis, Meilleur roman policier publié en français au Canada (pour Quand la mort s'invite à la première)[12]
- 2016 - Finaliste : Prix Opus, Livre de l'année (pour Le Ring de Robert Lepage, une aventure scénique au Metropolitan Opera)[12]
- 2016 - Récipiendaire : Prix François-Samson de développement culturel, remis par le Conseil de la culture de la région de Québec et de Chaudière-Appalaches[12]
- 2016 - Récipiendaire :  Québec Le Soleil-Radio-Canada[1]
- 2019 - Récipiendaire : Chevalier des arts et des lettres de la République française[1]